# Groupe Délice

Logo du groupe Délice.

Le groupe Délice est un groupe tunisien de l'industrie agroalimentaire qui opère essentiellement dans l'industrie laitière.
C'est en 1978 que Hamdi Meddeb fonde sa première entreprise, la Société tunisienne des industries alimentaires (STIAL), avec l'aide du Fonds de promotion et de décentralisation industrielle. Spécialisée dans le yaourt et les dérivés laitiers, elle devient peu à peu un leader de l'industrie laitière en Tunisie, avec 30 % des parts de marché en 1993.
Avec la fondation de la Centrale laitière du Cap-Bon, spécialisée dans la fabrication, le conditionnement et la commercialisation du lait et de ses dérivés, et de la Société de commerce et de gestion (Socoges), chargée de la distribution, le noyau du groupe Délice est constitué, suscitant l'intérêt de la part d'une multinationale comme Danone. Meddeb conclut un partenariat en 1998 par lequel Danone rachète 50 % de la STIAL et de la Socoges.
En 2005-2006, le groupe rompt son partenariat avec Virgin Cola.
Le 15 septembre 2014, le groupe Délice est introduit à la Bourse de Tunis, l'une des opérations les plus importantes à y avoir été réalisé, alors que Meddeb détenait 81,96 % du capital jusque-là. À la fin de l'année, le groupe affiche un chiffre d'affaires de 660,6 millions de dinars pour un bénéfice net de 39 millions de dinars.